# Revival (album của Selena Gomez)
Revival là album phòng thu solo thứ hai của nữ ca sĩ người Hoa Kỳ Selena Gomez. Album được phát hành vào ngày 9 tháng 10 năm 2015, bởi hai hãng đĩa Interscope và Polydor Records. Đây là sản phẩm âm nhạc đầu tiên của cô với hãng thu âm mới, sau khi làm việc với hãng đĩa trước đó của cô, Hollywood Records, với sản phẩm cuối cùng ở đây là album tuyển tập For You vào năm 2014. Gomez đã đi theo các nghệ sĩ như Janet Jackson và Christina Aguilera trong những bản thu pop trong album, giống như một album với những giai điệu midtempo electropop, dance-pop và R&B và một chút âm thanh của những bãi biển nhiệt đới. Về phần lời, album chủ yếu nói về tình yêu, sự đau khổ trong tình yêu, và sự tự tin. Album có sự góp giọng của rapper Hoa Kỳ ASAP Rocky và sự hợp tác với những nhà sản xuất lớn như Rock Mafia, Hit-Boy hay Stargate.
Revival nhận được đánh giá tích cực từ các nhà phê bình, những người đánh giá cao sản xuất tổng thể và giọng hát của Gomez. Album giành được vị trí số 1 tại Billboard 200 của Hoa Kỳ với doanh số tuần đầu tiên là 117.000 đĩa, giúp cô có album phòng thu quán quân thứ hai trong sự nghiệp. Revival cũng đạt được nhiều vị trí cao trên các bảng xếp hạng album toàn cầu, trở thành album top 20 thứ năm của cô tại Vương quốc Anh khi đạt đến vị trí số 11, và top 10 tại hơn 20 quốc gia khác. Để quảng bá cho album, Gomez sẽ bắt tay vào tour lưu diễn quảng bá mang tên Revival Tour, sẽ bắt đầu vào ngày 6 tháng 5 năm 2016 tại Las Vegas, Nevada.
Đĩa đơn đầu tiên của album, "Good for You", đạt vị trí số 9 trong tuần đầu tiên trên bảng xếp hạng Billboard Hot 100 và leo lên vị trí số 5 trong vài tuần tiếp theo, trở thành đĩa đơn có thứ hạng cao nhất của cô trên bảng xếp hạng này. Bài hát cũng lọt vào top 10 tại một số quốc gia khác bao gồm gồm Úc, Canada, Cộng hòa Séc và Na Uy. "Same Old Love" là đĩa đơn thứ hai từ album được phát hành vào ngày 9 tháng 9 năm 2015 và đạt vị trí số 6 trên Billboard Hot 100, khiến cho Revival trở thành album đầu tiên của Gomez có hai ca khúc lọt vào top 10 của bảng xếp hạng Billboard.

## Bối cảnh phát hành
Vào tháng 7 năm 2014, website Mstarz viết rằng Gomez sẽ phát hành một album tuyển tập vào cuối năm, và sẽ trở thành sản phẩm âm nhạc cuối cùng của cô với hãng đĩa Hollywood Records. Vào tháng 9 cùng năm, Hits Haily Double cho biết cô đã kỹ một hợp đồng với hãng đĩa Interscope cùng vị chủ tịch John Janick, sau 6 năm làm việc với Hollywood Records. Vào thời điểm nói trên, Gomez đã bản được 2,8 triệu bản album và 18,1 triệu bản đĩa đơn tính riêng tại Hoa Kỳ, bao gồm cả ba album phòng thu của cô dưới tên nhóm nhạc Selena Gomez & the Scene. Sự việc trên chỉ được xác nhận sau khi chính Gomez đã nói trên tài khoản Instagram cá nhân của mình vào ngày 13 tháng 12: Album tuyển tập For You đã được phát hành dưới dạng album cuối cùng của cô với Hollywood Records vào ngày 24 tháng 11, với đĩa đơn duy nhất "The Heart Wants What It Wants".

## Thu âm
Vào tháng 11 năm 2014, Gomez đã đăng trên tài khoản Instagram cá nhân, một bức ảnh miêu tả cô và ca sĩ người Úc Sia Furler bên trong một máy bay phản lực tư nhân, với chú thích #2015; điều đó đã bắt đầu một sự suy đoán về khả năng hợp tác của hai người trong năm 2015. Trước đây, Furler đã tuyên bố trên NRJ rằng cô đã sáng tác một số bài hát cho Selena Gomez. Trong tháng 12, những người làm việc cùng cô nói cô đã đăng tải một số hình ảnh được chụp trong studio. Theo một trong số họ, cô nói rằng cô sẽ đi thu âm trong khoảng bốn tháng, ngay cả ở nhà và ở khách sạn, và rằng cô đang rất hồi hộp chờ đón những gì sẽ xảy ra vào năm 2015. Ngay sau đó, cô đăng một bức ảnh của cô với nhà sản xuất âm nhạc - DJ Zedd. Về sau, Zedd đã đề cập đến Gomez trên tài khoản Twitter của mình và nói rằng "thật tuyệt khi được gặp cô ấy" và bày tỏ lời chúc mừng cho "album mới" của cô. Sau đó, các phương tiện truyền thông đã bắt đầu nghĩ rằng họ sẽ làm việc cùng nhau trong album. Những tin đồn liên quan đến Zedd làm việc với Gomez càng ngày càng nhiều khi cô đăng một bức ảnh nhắc đến anh ta, mặc dù cô đã xóa nó ngay sau đó. Vào ngày hôm đó, Zedd cũng đã đăng một bức ảnh với nữ ca sĩ. Ngày 31 tháng 1 năm 2015, Gomez đã tiết lộ trong một cuộc phỏng vấn đài phát thanh rằng album của cô sẽ có 15 ca khúc và cô tìm thấy chúng "một cách rất thú vị". Cô cũng đã nói:
"Tôi nghĩ rằng sau 4 album, cuối cùng tôi cũng cảm thấy hiểu bản thân hơn bao giờ hết. Tôi có niềm tin này và tôi đã thận trọng đến những gì tôi đang nói. Điều này bây giờ là một điểm nhấn trong cuộc sống của tôi, nơi tôi đã có kinh nghiệm tình bạn hay các mối quan hệ bằng cách trải nghiệm và khám phá, nó thực sự rất thú vị."

Sau đó, nữ ca sĩ tiết lộ rằng trong tác phẩm mới của mình, cô sẽ phản ánh được "cuộc hành trình", cô đã có trong thời gian tạm dừng âm nhạc của cô trong hai năm. Về vấn đề này, Christina Garibaldi (MTV) đã dự đoán album sẽ được về các chủ đề như mối quan hệ cũ của cô với Justin Bieber, thời gian ở trong trại cai nghiện vào năm 2014, sự cáo buộc về sự kết thúc của tình bạn của cô với Demi Lovato, cuộc sống của cô trong giới truyền thông và mối quan hệ mới của cô với Zedd. Gomez nói chuyện về việc làm việc trên album của cô trên một buổi nói chuyện trực tiếp với Adidas Neo (thông qua Google Hangout) rằng cô sẽ trở lại vào tháng Năm. Cô nói với người hâm mộ rằng cô đang ở trong Mexico để thu âm album và đang rất hài lòng với kết quả của nó.

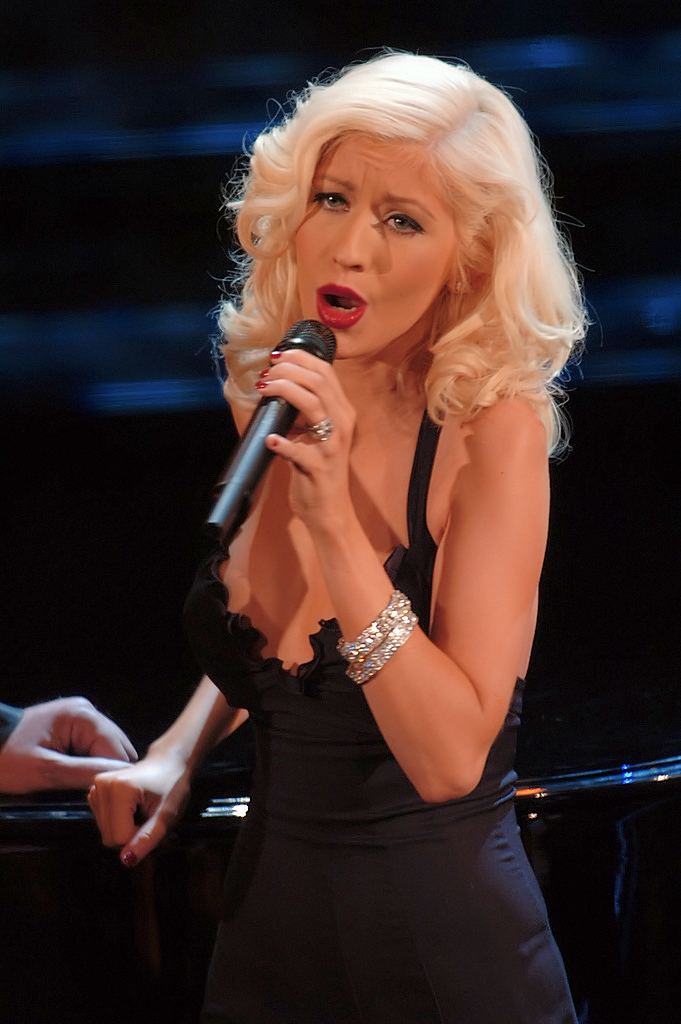
Stripped của Christina Aguilera là nhân tố chủ đạo ảnh hưởng đến sắc thái âm nhạc trong Revival. Hình chụp Christina năm 2006.

Cuối cùng thì sự chờ đợi đã chấm dứt. Vào ngày 22 tháng 6 năm 2015, Gomez đã phát hành "Good for You" (hợp tác với ASAP Rocky) làm đĩa đơn mở đường cho album. Tại một buổi phỏng vấn với Ryan Seacrest vào tháng 6, Gomez cho biết "có một chút dấu hiệu của" việc cô chia tay với Justin Bieber trong các bài hát, nhưng đối với hầu hết các bài, chúng nói về "sự tự tin mới tìm thấy" của cô.
Gomez nói rằng album bị ảnh hưởng bởi một loạt các nghệ sĩ, từ Janet Jackson cho tới NSYNC. Cô ấy nói thêm ảnh hưởng lớn nhất cho album lần này của cô chính là Christina Aguilera, đặc biệt là album Stripped (2002) của Christina. Gomez nói, "Stripped của Christina là một trong những album yêu thích của tôi."

## Các đĩa đơn
"Good for You" được phát hành dưới dạng đĩa đơn mở đường cho album vào ngày 22 tháng 6 năm 2015. Bài hát ở đầu tại vị trí số 9 trên Billboard Hot 100, trở thành hit top 10 thứ ba của cô và là bài hát mở đầu cao nhất của cô tại Mỹ. "Good for You" đã đạt đến vị trí số 5 tại đây, trở thành bài hát đạt vị trí xếp hạng cao nhất của cô. Bài hát bán được 179,000 bản trong tuần đầu tiên, khiến cô lần đầu đứng đầu Digital Songs của Hoa Kỳ, và là bài hát bán chạy nhất trong tuần đầu của cô. Video âm nhạc cho bài hát được phát hành vào 26 tháng 6 năm 2015. Sau đó, bài hát cũng đứng đầu Mainstream Top 40 vào tháng 9 năm 2015.
Vào khoảng tháng 8, Billboard công bố "Same Old Love" chính là đĩa đơn thứ hai của album. Vào ngày 5 tháng 8 năm 2015, Gomez đã biểu diễn bài hát trong ngày đầu tiên của iHeartMedia's Music Summit. Bài hát đã được phát hành theo định dạng tải kỹ thuật số vào ngày 10 tháng 9 năm 2015, dưới dạng một phần của album. Video âm nhạc cho bài hát đã được quay tại Los Angeles vào ngày 15 tháng 8 và một sự kiện quảng bá cho album. Fan hâm mộ có mặt tại sự kiện đều xuất hiện trong đoạn cuối của video. Video phát hành trên Apple Music vào ngày 22 tháng 9, và Vevo vào ngày 7 tháng 10 năm 2015. Bài hát đã đạt đến vị trí số 5 trên Billboard Hot 100 vào tuần lễ ngày 21 tháng 1 năm 2016.
Vào đầu tháng 10, trong một buổi phỏng vấn với USA Today, Gomez cô dự định sẽ phát hành "Sober" dưới dạng đĩa đơn từ Revival "ở một vài điểm". Vào ngày 2 tháng 10, Gomez đã phát hành "Me & the Rhythm" dưới dạng đĩa đơn quảng bá duy nhất cho album.
"Hands to Myself" là đĩa đơn thứ ba từ Revival. Video âm nhạc của bài hát đã được phát hành trên Apple Music và sau đó 1 tháng trên YouTube. Bài hát đã đạt đến vị trí số 7 trên Billboard Hot 100, giúp cô có hit top 10 thứ 5 tổng cộng và thứ 3 từ Revival, giúp cô có album đầu tiên có 3 hit top 10 tại đây.
"Kill Em with Kindness" là đĩa đơn thứ tư và cuối cùng từ Revival, phát hành ngày 3 tháng 5 năm 2016.

## Phát hành và quảng bá
Sau khi cùng với Interscope phát hành đĩa đơn đầu tiên, Gomez công bố tên album sắp phát hành sẽ có tên Revival và nói thêm nó sẽ được phát hành vào ngày 9 tháng 10 năm 2015. Trong một buổi phỏng vấn qua đài phát thanh với The Toby Knapp Show, Gomez nói một trong những bài hát cho album mới sẽ bị ảnh hưởng bởi hit năm 2011 của cô "Who Says". Album được công bố tên khi cô ở sự kiện iHeartMedia Music Summit và công bố tên đĩa đơn thứ hai "Same Old Love". Vào ngày 27 tháng 8 năm 2015, Gomez đã đăng tải rất nhiều teaser trắng đen cho một sự kiện mang tên "Revival Event". Những thông tin cho sự kiện được phát hành bởi Z100 Radio và Radio Disney. On ngày 9 tháng 9 năm 2015, Gomez đã công bố danh sách bài hát bằng cách gộp những tweet có liên quan đến danh sách vào một ảnh GIF trên Twitter. Vào ngày 7 tháng 10 năm 2015, Gomez phát hành một đoạn nhạc mẫu của mỗi bài hát cho Revival.
Ngày 2 tháng 10 năm 2015, Gomez đăng tải trên mạng rằng cô sẽ bắt tay vào tour lưu diễn mang tên Revival Tour vào năm 2016, tại Hoa Kỳ và Canada từ tháng 5 đến tháng 7 và có thể đi tới các khu vực khác vào cuối năm. Lịch biểu diễn cho tour đã được phát hành ngày 5 tháng 10 năm 2015, qua website chính thức của Gomez.
Cuối tháng 8 năm 2016, Selena thông báo sẽ hủy toàn bộ những buổi diễn của Revival Tour trong tháng 9 vì những triệu chứng còn sót lại của căn bệnh lupus.

## Đánh giá chuyên môn
| Đánh giá chuyên môn  | Đánh giá chuyên môn |
| Nguồn đánh giá       | Nguồn đánh giá      |
| Nguồn                | Đánh giá            |
| -------------------- | ------------------- |
| AllMusic             | [ 5 ]               |
| Entertainment Weekly | B+                  |
| Idolator             | [ 48 ]              |
| Newsday              | B+                  |
| The Observer         | [ 50 ]              |
| Rolling Stone        | [ 10 ]              |
| Slant Magazine       | [ 51 ]              |
| USA Today            | [ 52 ]              |

Revival nhận được nhiều sự phản hồi tích cực từ phía các nhà phê bình. Trên Metacritic, một trang web tính điểm trung bình cộng từ các đánh giá chuyên môn, album được 74/100 điểm. Khi viết cho Rolling Stone, Brittany Spanos có viết: "Revival là một cái tên táo bạo cho album phòng thu thứ hai một ca sĩ 23 tuổi, nhưng từ đầu đến cuối album, Gomez đã chứng tỏ được tên album này rất hợp lý với nội dung của nó. Đây là âm nhạc của một nghệ sĩ pop vừa mới khai phá ra thế mạnh của mình và phát triển nó, hơn bao giờ hết." Mike Wass từ Idolator viết, "Đây là một album tuyệt vời chứng minh khả năng của nữ ca sĩ 23 tuổi này khi cô dám thử nghiệm với một thể loại nhạc mới, khi cô ấy sống đúng với bản thân mình."
James Reed từ The Boston Globe cho album một số điểm khả quan, và nhận xét "Cô đã bứt phá với Revival, đây là một sự mạo hiểm khi Gomez đưa người nghe vào thế giới của những giai điệu đơn giản và những nhịp R&B nhẹ nhàng." Steve Knopper từ Newsday viết, "một cái gì đó trong công thức nhạc pop của Selena Gomez là giọng nói nhẹ nhàng đến độc đáo và bí ẩn... Album mang âm hưởng tối, nhưng vẫn mang những sắc tố sôi động, khi chúng mang phong cách nhạc dance điện tử và giai điệu lạc quan để làm sinh động thêm tâm trạng người nghe." Mikael Wood từ Los Angeles Times nói, "So với sự thay đổi ngoạn mục của Miley Cyrus năm 2013 với Bangerz, Revival lại khiêm tốn đáng ngạc nhiên, từ nhịp midtempo của nó đến những nhịp beat của album."
Tim Stack từ Entertainment Weekly nói, "Trong album thứ năm của Gomez có mang tâm trạng buồn, và kết quả là sự hấp dẫn của nhịp điệu pop giúp người ta thư giãn, không sôi động giống như album phòng thu trước đó của cô (Stars Dance)." Christina Jaleru từ Associated Press đánh giá album một cách rất khả quan, và nói "Trong  Revival , Gomez tiếp tục bước đột phá của cô - một sự kết hợp của dance pop điện tử với phần rap từ ASAP Rocky, phần viết từ Charli XCX, piano có hồn, trống thép, và giọng hát đặc trưng của riêng mình, thể hiện điều đó với piano đi kèm giống như trong 'Hands to Myself'. Và với sự ấm áp, trong trẻo ở chất giọng của cô thì 'Revival' đã là một sự thành công." Khi viết cho USA Today, Elysa Gardner đã nói, "Ca khúc chủ đề đã nói lên toàn bộ phong cách âm nhạc trong album của cô, với âm hưởng synthpop và guitar theo nhịp đảo phách."
Tuy nhiên, Tim Sendra từ AllMusic đã nhận xét album một cách khong mấy khả quan, nói rằng "[Revival] là một album pop khá ổn về tổng thể, nhưng có một chút quá máy móc và sự không cân bằng giữa các thành phẩm của cô." Emily Mackay từ The Guardian cũng không đánh giá cao album, cho rằng "Điều nổi bật nhất về Revival chỉ là cách tạo ra nó, khi những người viết bài hát cho album toàn là những người chuyên sáng tác hit."

### Danh sách cuối năm
Revival xuất hiện trong khá nhiều danh sách album trong năm. Nó nằm ở vị trí số 43 trong danh sách của Rolling Stone mang tên "50 Album hay nhất năm 2015", đi kèm theo lời bình của người viết "Nếu Gomez bắt đầu năm là một trong nhiều gương mặt ngôi sao trẻ tuổi nhất, cô đã kết thúc nó như một ngôi sao nhạc pop đòi hỏi các sản phẩm của mình phải được thực hiện nghiêm túc.". Album cũng năm ở vị trí số 21 ở danh sách "The 25 Album hay nhất năm 2015" của Slant Magazine, vị trí số 32 trong "40 Album hay nhất năm 2015" của Entertainment Weekly, và vị trí số 14 trong "25 Album Pop hay nhất năm 2015" của Spin.

## Diễn biến thương mại
Tại Hoa Kỳ, album mở đầu tại vị trí đầu bảng trên Billboard 200. Album bán được 117,000 bản trong tuần đầu phát hành.. Vào tuần thứ hai trên bảng xếp hạng, Revival tụt xuống vị trí số 7. Tính đến tháng 4 năm 2016, album đã bán được khoảng 333,000 bản tại Hoa Kỳ, theo số liệu thống kê từ Hiệp hội Công nghiệp Thu âm Hoa Kỳ (RIAA). Album cũng đã được chứng nhận Vàng tại đây.
Album mở đầu trên New Zealand Albums Chart ở vị trí số 2, và album đạt vị trí cao nhất tại đây, tính đến tháng 10 năm 2015.

## Danh sách bài hát
| Revival – Phiên bản tiêu chuẩn | Revival – Phiên bản tiêu chuẩn          | Revival – Phiên bản tiêu chuẩn                                                                       | Revival – Phiên bản tiêu chuẩn                          | Revival – Phiên bản tiêu chuẩn |
| STT                            | Nhan đề                                 | Sáng tác                                                                                             | Sản xuất                                                | Thời lượng                     |
| ------------------------------ | --------------------------------------- | --- | ------------------------------------------------------- | ------------------------------ |
| 1.                             | "Revival"                               | Selena Gomez Tim James Antonina Armato Julia Michaels Justin Tranter Chauncey Hollis Adam Schmalholz | Rock Mafia Hit-Boy                                      | 4:06                           |
| 2.                             | "Kill Em with Kindness"                 | Gomez James Armato Benjamin Levin Dave Dwiggins                                                      | Rock Mafia Benny Blanco Dave Audé [a]                   | 3:37                           |
| 3.                             | "Hands to Myself"                       | Max Martin Michaels Tranter Mattias Larsson Robin Fredriksson                                        | Max Martin Mattman and Robbin                           | 3:20                           |
| 4.                             | "Same Old Love"                         | Charlotte Aitchison Mikkel S. Eriksen Tor Erik Hermansen Levin Ross Golan                            | Stargate Benny Blanco                                   | 3:49                           |
| 5.                             | "Sober"                                 | Chloe Angelides Jacob Kasher Michaels Eriksen Hermansen                                              | Stargate                                                | 3:14                           |
| 6.                             | "Good for You" (hợp tác với ASAP Rocky) | Michaels Tranter Rakim Mayers                                                                        | Sir Nolan Nick Monson ASAP Rocky [a] Hector Delgado [a] | 3:41                           |
| 7.                             | "Camouflage"                            | Badrilla Bourelly Chris Braide                                                                       | Braide                                                  | 4:09                           |
| 8.                             | "Me & the Rhythm"                       | Gomez Michaels Tranter Larsson Fredriksson                                                           | Mattman and Robin                                       | 3:33                           |
| 9.                             | "Survivors"                             | Golan Steve Mac                                                                                      | Mac                                                     | 3:41                           |
| 10.                            | "Body Heat"                             | Gomez James Armato Hollis Michaels Tranter                                                           | Rock Mafia Hit-Boy                                      | 3:27                           |
| 11.                            | "Rise"                                  | Gomez James Armato Hollis Schmalholz                                                                 | Rock Mafia Hit-Boy                                      | 3:03                           |
| Tổng thời lượng:               | Tổng thời lượng:                        | Tổng thời lượng:                                                                                     | Tổng thời lượng:                                        | 39:24                          |

| Revival – Phiên bản cao cấp (bài hát bổ sung) | Revival – Phiên bản cao cấp (bài hát bổ sung) | Revival – Phiên bản cao cấp (bài hát bổ sung) | Revival – Phiên bản cao cấp (bài hát bổ sung) | Revival – Phiên bản cao cấp (bài hát bổ sung) |
| STT                                           | Nhan đề                                       | Sáng tác                                      | Sản xuất                                      | Thời lượng                                    |
| --------------------------------------------- | --------------------------------------------- | --------------------------------------------- | --------------------------------------------- | --------------------------------------------- |
| 12.                                           | "Me and My Girls"                             | Gomez James Armato Matt Morris                | Rock Mafia                                    | 3:30                                          |
| 13.                                           | "Nobody"                                      | Michaels Shane Stevens Monson                 | Monson                                        | 3:37                                          |
| 14.                                           | "Perfect"                                     | Tranter Michaels Felix Snow                   | Snow                                          | 4:02                                          |

| Revival – Phiên bản cao cấp chính thức và Bản sửa đổi bổ sung tại Target (bài hát bổ sung) | Revival – Phiên bản cao cấp chính thức và Bản sửa đổi bổ sung tại Target (bài hát bổ sung) | Revival – Phiên bản cao cấp chính thức và Bản sửa đổi bổ sung tại Target (bài hát bổ sung) | Revival – Phiên bản cao cấp chính thức và Bản sửa đổi bổ sung tại Target (bài hát bổ sung) | Revival – Phiên bản cao cấp chính thức và Bản sửa đổi bổ sung tại Target (bài hát bổ sung) |
| STT                                                                                        | Nhan đề                                                                                    | Sáng tác                                                                                   | Sản xuất                                                                                   | Thời lượng                                                                                 |
| ------------------------------------------------------------------------------------------ | ------------------------------------------------------------------------------------------ | ------------------------------------------------------------------------------------------ | ------------------------------------------------------------------------------------------ | ------------------------------------------------------------------------------------------ |
| 15.                                                                                        | "Outta My Hands (Loco)"                                                                    | Gomez Armato James                                                                         | Rock Mafia                                                                                 | 3:31                                                                                       |
| 16.                                                                                        | "Cologne"                                                                                  | Angelides Golan Hermansen Eriksen Donkeyboy                                                | Stargate                                                                                   | 3:54                                                                                       |

| Revival – Phiên bản tại Nhật Bản (bài hát bổ sung) | Revival – Phiên bản tại Nhật Bản (bài hát bổ sung)    | Revival – Phiên bản tại Nhật Bản (bài hát bổ sung) | Revival – Phiên bản tại Nhật Bản (bài hát bổ sung)                    | Revival – Phiên bản tại Nhật Bản (bài hát bổ sung) |
| STT                                                | Nhan đề                                               | Sáng tác                                           | Nhà sản xuất                                                          | Thời lượng                                         |
| -------------------------------------------------- | ----------------------------------------------------- | -------------------------------------------------- | --------------------------------------------------------------------- | -------------------------------------------------- |
| 17.                                                | "Good for You" (hợp tác với ASAP Rocky) (KASBO Remix) | Mayers Michaels Tranter                            | Lambroza Monson Dreamlab [b] Delgado [b] [c] ASAP Rocky [c] KASBO [d] | 3:41                                               |
| Tổng thời lượng:                                   | Tổng thời lượng:                                      | Tổng thời lượng:                                   | Tổng thời lượng:                                                      | 61:39                                              |

| Revival – Phiên bản cao cấp tại Nhật Bản (thêm DVD) | Revival – Phiên bản cao cấp tại Nhật Bản (thêm DVD) | Revival – Phiên bản cao cấp tại Nhật Bản (thêm DVD) |
| STT                                                 | Nhan đề                                             | Thời lượng                                          |
| --------------------------------------------------- | --------------------------------------------------- | --------------------------------------------------- |
| 1.                                                  | "Good for You" (video âm nhạc)                      | 3:15                                                |
| 2.                                                  | "Good for You" (khâu sản xuất)                      | 4:49                                                |
| Tổng thời lượng:                                    | Tổng thời lượng:                                    | 8:04                                                |

Chú thích
- ^[a]  Nhà sản xuất thu âm
- ^[b]  nhà sản xuất thanh nhạc
- ^[c]  Đồng sản xuất
- ^[d]  Hòa âm phối khí

## Xếp hạng
| Bảng xếp hạng (2015)                     | Vị trí cao nhất |
| ---------------------------------------- | --------------- |
| Argentine Albums (CAPIF)                 | 9               |
| Album Úc (ARIA)                          | 3               |
| Album Áo (Ö3 Austria)                    | 13              |
| Album Bỉ (Ultratop Vlaanderen)           | 6               |
| Album Bỉ (Ultratop Wallonie)             | 8               |
| Brazil Albums (ABPD)                     | 3               |
| Album Canada (Billboard)                 | 2               |
| Album Cộng hòa Séc (ČNS IFPI)            | 15              |
| Danish Albums (Hitlisten)                | 6               |
| Album Hà Lan (Album Top 100)             | 6               |
| Album Phần Lan (Suomen virallinen lista) | 23              |
| Album Pháp (SNEP)                        | 4               |
| Album Đức (Offizielle Top 100)           | 12              |
| Album Hungaria (MAHASZ)                  | 38              |
| Album Hy Lạp (IFPI)                      | 1               |
| Album Ireland (IRMA)                     | 9               |
| Album Ý (FIMI)                           | 8               |
| Mexican Albums (AMPROFON)                | 3               |
| Album New Zealand (RMNZ)                 | 2               |
| Album Na Uy (VG-lista)                   | 2               |
| Album Ba Lan (ZPAV)                      | 48              |
| Album Bồ Đào Nha (AFP)                   | 3               |
| Album Tây Ban Nha (PROMUSICAE)           | 6               |
| Album Thụy Điển (Sverigetopplistan)      | 8               |
| Album Thụy Sĩ (Schweizer Hitparade)      | 10              |
| Taiwanese Albums (Five Music)            | 2               |
| Album Anh Quốc (OCC)                     | 11              |
| Album Hoa Kỳ Billboard 200               | 1               |

| Bảng xếp hạng (2015)      | Vị trí |
| ------------------------- | ------ |
| Mexican Albums (AMPROFON) | 60     |
| Hoa Kỳ Billboard 200      | 137    |

### Xếp hạng của các đĩa đơn
| Tên bài hát                                                                       | Năm  | Vị trí trên các bảng xếp hạng | Vị trí trên các bảng xếp hạng | Vị trí trên các bảng xếp hạng | Vị trí trên các bảng xếp hạng | Vị trí trên các bảng xếp hạng | Vị trí trên các bảng xếp hạng | Vị trí trên các bảng xếp hạng | Vị trí trên các bảng xếp hạng | Vị trí trên các bảng xếp hạng | Vị trí trên các bảng xếp hạng | Chứng nhận |
| Tên bài hát                                                                       | Năm  | Mỹ                            | Úc                            | Canada                        | Đan Mạch                      | Pháp                          | Đức                           | Na Uy                         | New Zealand                   | Thụy Điển                     | Anh                           | Chứng nhận |
| --------------------------------------------------------------------------------- | ---- | ----------------------------- | ----------------------------- | ----------------------------- | ----------------------------- | ----------------------------- | ----------------------------- | ----------------------------- | ----------------------------- | ----------------------------- | ----------------------------- | --- |
| "Good for You" (hợp tác với ASAP Rocky)                                           | 2015 | 5                             | 10                            | 8                             | 11                            | 14                            | 29                            | 9                             | 14                            | 24                            | 23                            | - Mỹ: 2× Bạch kim - Úc: Bạch kim - Anh: Bạc - Đan Mạch: Bạch kim - Thụy Điển: 2× Bạch kim - Canada: 2× Bạch kim - New Zealand: Vàng       |
| "Same Old Love"                                                                   | 2015 | 5                             | 33                            | 4                             | 23                            | 106                           | 58                            | 37                            | 42                            | 42                            | 81                            | - Italia: Vàng - Đan Mạch: Bạch kim - Thụy Điển: Bạch kim - Canada: 2× Bạch kim - New Zealand: Vàng - Mỹ: 2× Bạch kim                     |
| "Hands to Myself"                                                                 | 2016 | 7                             | 13                            | 5                             | 22                            | 118                           | 38                            | 18                            | 5                             | 20                            | 14                            | - Mỹ: Bạch kim - Úc: Bạch kim - Anh: Bạc - Italia: Vàng - Đan Mạch: Vàng - Thụy Điển: Bạch kim - Canada: Bạch kim - New Zealand: Bạch kim |
| "Kill Em with Kindness"                                                           | 2016 | 39                            | 33                            | 14                            | 30                            | 25                            | 37                            | 33                            | 28                            | 34                            | 35                            | - Úc: Vàng - Italia: Vàng |
| "—" Bài hát không phát hành hoặc không có mặt trên bảng xếp hạng tại quốc gia đó. |      |                               |                               |                               |                               |                               |                               |                               |                               |                               |                               | |

## Lịch sử phát hành
| Khu vực  | Ngày                | Định dạng          | Nhãn               |
| -------- | ------------------- | ------------------ | ------------------ |
| Toàn cầu | 9 tháng 10 năm 2015 | CD Tải kỹ thuật số | Interscope Polydor |